# Lok-Sabha-Wahlkreis Bangalore South
Der Lok-Sabha-Wahlkreis Bangalore South ist ein Wahlkreis bei den Wahlen zur Lok Sabha, dem Unterhaus des indischen Parlaments. Er liegt im Bundesstaat Karnataka und umfasst den Südteil der Metropole Bangalore.
Bei der letzten Wahl zur Lok Sabha waren 1.999.882 Einwohner wahlberechtigt.

## Letzte Wahl
Die Wahl zur Lok Sabha 2014 hatte folgendes Ergebnis:
| Kandidat              | Partei                | Stimmen |
| --------------------- | --------------------- | ------- |
| Ananth Kumar          | BJP                   | 56,9 %  |
| Nandan Nilekani       | INC                   | 36,4 %  |
| Ruth Manorama         | JD(S)                 | 2,3 %   |
| Nina P. Nayak         | AAP                   | 1,9 %   |
| Sonstige              | Sonstige              | 1,8 %   |
| Keiner der Kandidaten | Keiner der Kandidaten | 0,7 %   |

## Wahl 2009
Die Wahl zur Lok Sabha 2009 hatte folgendes Ergebnis:
| Kandidat           | Partei   | Stimmen |
| ------------------ | -------- | ------- |
| Ananth Kumar       | BJP      | 48,2 %  |
| Krishna Byre Gowda | INC      | 44,1 %  |
| K. E. Radhakrisha  | JD(S)    | 3,3 %   |
| G. R. Gopinath     | Unabh.   | 1,8 %   |
| Sonstige           | Sonstige | 2,6 %   |

## Bisherige Abgeordnete
| Wahl      | Name                | Partei | Stimmen |
| --------- | ------------------- | ------ | ------- |
| 1951–1952 | T. Madiah Gowda     | INC    | 51,9 %  |
| 1977      | K. S. Hegde         | BLD    | 53,0 %  |
| 1980      | T. R. Shamanna      | JNP    | 45,8 %  |
| 1984      | V. S. Krisha Iyer   | JNP    | 47,6 %  |
| 1989      | R. Gundu Rao        | INC    | 57,3 %  |
| 1991      | K. Venkatgiri Gowda | BJP    | 46,0 %  |
| 1996      | Ananth Kumar        | BJP    | 35,1 %  |
| 1998      | Ananth Kumar        | BJP    | 53,8 %  |
| 1999      | Ananth Kumar        | BJP    | 51,0 %  |
| 2004      | Ananth Kumar        | BJP    | 48,3 %  |
| 2009      | Ananth Kumar        | BJP    | 48,2 %  |
| 2014      | Ananth Kumar        | BJP    | 56,9 %  |

## Wahlkreisgeschichte
Ein Wahlkreis Bangalore South bestand bereits bei der ersten Lok-Sabha-Wahl 1951. Im Vorfeld der Lok-Sabha-Wahl 1957 wurden die Wahlkreise neuformiert. Aus den vormaligen Wahlkreisen Bangalore South und Bangalore North entstanden die neuen Wahlkreise Bangalore und Bangalore City. Zur Lok-Sabha-Wahl 1977 wurde der Wahlkreis Bangalore South wiedergegründet. Er entstand durch die Teilung des Wahlkreises Bangalore in die Wahlkreise Bangalore South und Bangalore North. Bei der Neuordnung der Wahlkreise im Vorfeld der Wahl 2009 wurde der Wahlkreis Bangalore South neu zugeschnitten. Er gab einen Teil seines Gebietes an den neugegründeten Wahlkreis Bangalore Central sowie an den Wahlkreis Bangalore North ab. Zugleich wurde dem Wahlkreis Bangalore South ein Teil des Gebiets des aufgelösten Wahlkreises Kanakapura zugeschlagen.